# Nivaldo Monte

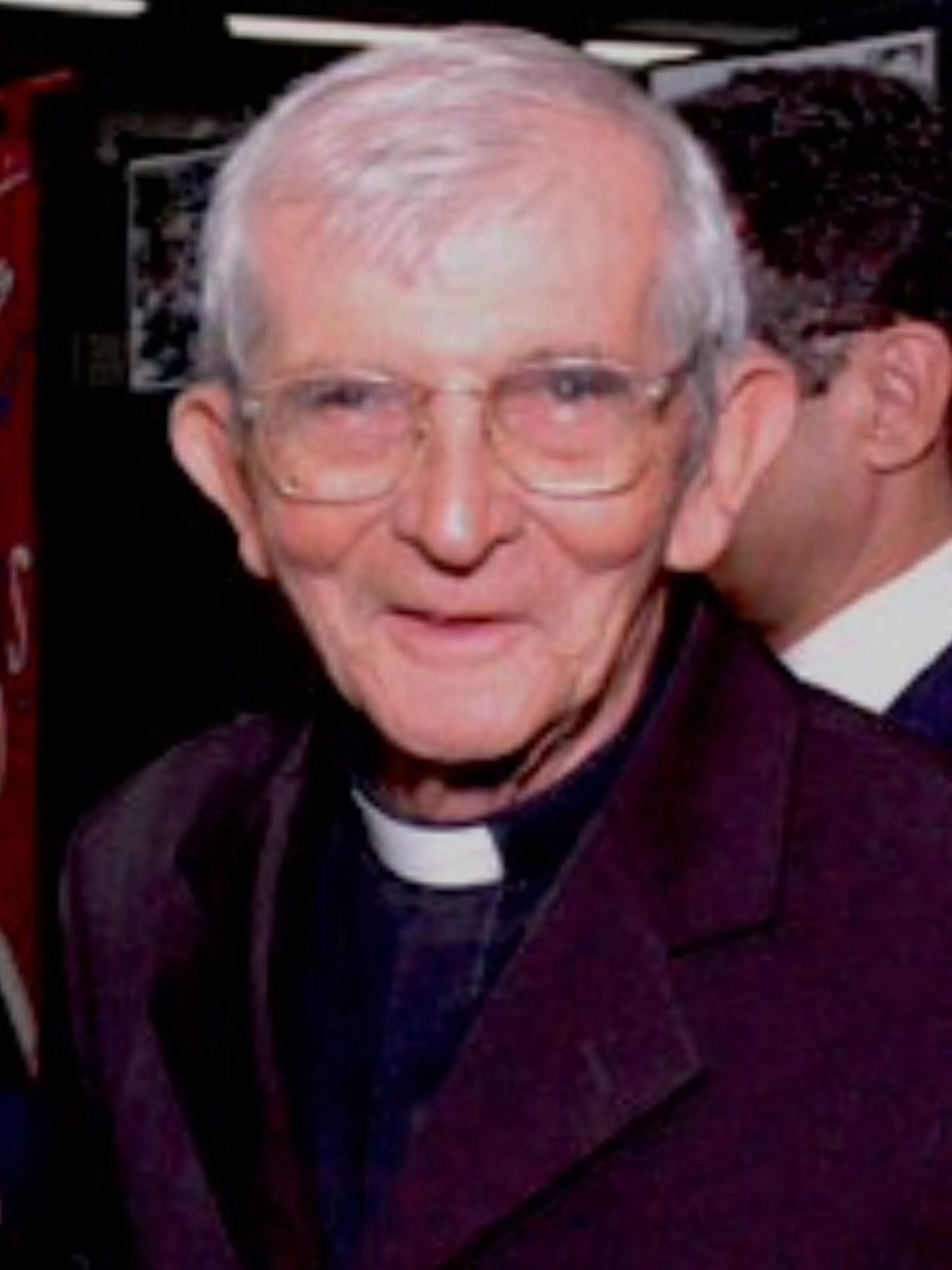
Nivaldo Monte

Nivaldo Edson do Monte (* 15. März 1918 in Natal; † 10. November 2006 ebenda) war ein brasilianischer römisch-katholischer Geistlicher und von 1967 bis 1988 Erzbischof von Natal.

## Leben
Monte empfing am 12. Januar 1942 die Priesterweihe. 1945 gründete er in seiner Heimatstadt eine Schule für soziale Arbeit.
Papst Johannes XXIII. ernannte ihn am 25. April 1963 zum Titularbischof von Eluza und bestellte ihn zum Weihbischof im Erzbistum Aracaju. Die Bischofsweihe spendete ihm am 21. Juli 1963 der spätere Kardinal Eugênio de Araújo Sales, damals Weihbischof in Natal. Mitkonsekratoren waren José Vicente Távora, Erzbischof von Aracaju, und Manuel Tavares de Araújo, Bischof von Caicó. Nivaldo Monte nahm bis 1965 an der zweiten, dritten und vierten Session des Zweiten Vatikanischen Konzils teil. Papst Paul VI. ernannte ihn am 8. Mai 1965 zum Apostolischen Administrator seiner Heimatdiözese Natal. Am 6. September 1967 wurde Monte schließlich deren Erzbischof.
Papst Johannes Paul II. nahm am 6. April 1988 sein vorzeitiges Rücktrittsgesuch an. Nivaldo Monte starb 2006 im Alter von 88 Jahren. Ein 2008 vom Architekten Oscar Niemeyer fertiggestellter Naturpark in Natal wurde nach ihm benannt.